# Leonard Olejnik
Leonard Olejnik (ur. 1 listopada 1905 w Koźlu, zm. 16 listopada 1982 w Opolu) – polski działacz sportowy, fotograf, adwokat. Pierwszy prezes Odry Opole.

## Życiorys
Leonard Olejnik urodził się w Koźlu (obecnie dzielnica Kędzierzyna-Koźla). Ukończył prawo na Uniwersytet im. Adama Mickiewicza w Poznaniu w 1931 roku. Podczas studiów w 1926 r. został przyjęty do Korporacji Akademickiej Magna-Polonia. Po odbyciu aplikacji pracował w Prokuraturze Generalnej R.P. w Poznaniu. Leonard Olejnik poza pracą zawodową interesował się również fotografią. 
W 1937 roku, został członkiem Towarzystwa Miłośników Fotografii w Poznaniu, co dało mu możliwość wystawiania swoich prac na różnych wystawach. W 1939 roku, przeprowadził się wraz z rodziną do Krakowa, gdzie został aresztowany przez gestapo i spędził kilka miesięcy na Montelupich. 
W marcu 1945 roku, przyjechał do Opola, gdzie pracował przy tworzeniu administracji w Zarządzie Miejskim i Starostwie Powiatowym w Opolu. W tym samym roku Leonard Olejnik założył klub sportowy OKS Odra Opole, który został powołany dnia 16 czerwca 1945 roku, a Leonard Olejnik został pierwszym prezesem klubu. 
W 1952 roku, zorganizował pierwszy Zespół Adwokacki w Opolu. Wraz ze Stanisławem Boberem współtworzył Stowarzyszenie Miłośników Fotografii w Opolu, którego został pierwszym prezesem w 1946 roku. Jego doświadczenie w Poznaniu było istotne dla dalszego rozwoju tej organizacji. 
W 1951 roku, został przyjęty do Związku Polskich Artystów Fotografików. Prezentowane wystawy fotograficzne były efektem dalekich wojaży do Afryki, Chin, Indii czy Meksyku. Miał kilkanaście wystaw indywidualnych w kraju i za granicą m.in. w Poczdamie, Warszawie, Opolu, Nysie. Za swoją aktywną działalność otrzymał wiele nagród i wyróżnień, był laureatem nagrody wojewódzkiej miasta Opola. 
Został odznaczony Krzyżem Kawalerskim Orderu Odrodzenia Polski. Zmarł 16 listopada 1982 roku w Opolu, w wieku 77 lat.
W 2024 roku ogłoszono, że ulica przy której znajduje się nowy stadion Odry Opole będzie nosiła imię Leonarda Olejnika 
.